# Beangrowers
Beangrowers ist eine maltesische Musikgruppe. Ihre Musik ist dem Musikstil Indie-Rock zuzuordnen. Ihren größten Hit landete sie im Jahre 2002 in Neuseeland: Die Single Jose Clemente erreichte den 7. Platz.

## Geschichte
Die über die Zeit ihres Bestehens personell unveränderte Band besteht aus Mark Sansone (Bass; * 1977), Ian Schranz (Schlagzeug, Gesang; * 1977) und Alison Galea (Gesang, Gitarre; * 7. August 1977). Die Gleichaltrigen kennen sich seit ihrer Kindheit, die sie in St. Julians auf Malta verbracht haben. Galeas Vater war selbst Sänger, außerdem Gitarrist, DJ und Schauspieler. Sansone schrieb neben seiner Beschäftigung mit dem Bass Kurzgeschichten. Schranz gab für seine Vervollkommnung am Schlagzeug das Tennis- sowie das Gitarrespielen auf und fand immer weniger Zeit für seine Hobbys Malerei und Grafikdesign. Während die Letztgenannten zunächst Zeitungen austrugen, um dann Englisch zu lehren, arbeitete Galea in verschiedenen Läden und Büros. Alle drei begannen ein Studium der Kommunikationswissenschaft, nebenher musizierten sie gemeinsam, wobei Galea anfangs das Keyboard bediente, sich aber zunehmend auf Gitarre und Gesang konzentrierte. Als Phillip Boa auf sie aufmerksam wurde, verpflichtete er sie für den Backgroundgesang seines Voodooclubs.
Nach der offiziellen Gründung im Oktober 1995 lag 1996 das erste Demo-Tape vor, welches Sound von Science-Fiction-Filmen der 50er Jahre beinhaltete. 1998 wurde ein Vertrag mit Rough Trade geschlossen und 1999 kam das Debütalbum 48k heraus. Die erste Single schaffte es in die Top 20 der Deutschen Alternative Charts (DAC). Das selbstbetitelte zweite Album wurde 2000 fertiggestellt und am 9. April 2001 in Kontinentaleuropa veröffentlicht. Ihm folgte am 25. Oktober 2004 das Album Dance Dance Baby (Karmic Hit). Der auf diesem Album enthaltene Song The Priest ist Teil des Soundtracks des Films Land of Plenty von Wim Wenders. Das vierte Album der Band Not in a Million Lovers wurde am 22. Februar 2008 veröffentlicht. Nach der Veröffentlichung in Österreich am 12. April 2008 kam es auch in Malta, dem Heimatland der Beangrowers, heraus.

## Diskografie

### Alben
- 1999: 48k (LP; Our Choice / Rough Trade)
- 2001: Beangrowers (LP; Our Choice / Rough Trade)
- 2004: Dance Dance Baby (LP; Strange Ways Records / Schoenwetter Schallplatten / Karmic Hit)
- 2008: Not in a Million Lovers (LP; Schoenwetter Schallplatten)

### Singles
- 1999: Astroboy (Maxi-CD)
- 1999: Genzora (Maxi-CD)
- 2000: Feel (Maxi-CD)
- 2001: This Year’s Love (unveröffentlichte Promo)
- 2001: Teen Titans (Maxi-CD)
- 2002: Jose Clemente (Maxi-CD)
- 2006: You Are You Are (Vinyl-Single)
- 2007: I Like You (Maxi-CD, nur in Großbritannien und Irland)